# Denys Borodaj
Denys Andrijowytsch Borodaj (ukrainisch Денис Андрійович Бородай; * 10. Juli 2002 in Kiew) ist ein ukrainischer Eishockeyspieler, der seit 2023 beim HK Sokil Kiew in der ukrainischen Eishockeyliga spielt.

## Karriere

### Club
Denys Borodaj begann seine Karriere als Eishockeyspieler beim HK Sokil Kiew in seiner Heimatstadt und wechselte als 15-Jähriger in den Nachwuchsbereich des HK Bilyj Bars Bila Zerkwa, mit dessen Mannschaft er 2019 ukrainischer U19-Meister wurde, nachdem er bereits 2018 bester Vorbereiter und Scorer der ukrainischen U16-Liga geworden war. 2018 debütierte er in der ukrainischen Eishockeyliga und wurde in seiner ersten Saison als bester Rookie ausgezeichnet. Nachdem er im Frühjahr 2022 zum BSFK Browary gewechselt war, wo er die Saison beendete, spielte er in der Spielzeit 2022/23 bei Dnipro Cherson. Im Sommer 2023 kehrte er zu Sokil Kiew zurück, mit dem er 2024 ukrainischer Meister wurde.

### International
Mit der ukrainischen U20-Auswahl nahm Borodaj an den U20-Weltmeisterschaften 2019 und 2022 in der Division I teil. Zudem nahm er mit der ukrainischen Studentenauswahl an den Winter World University Games 2023 in Lake Placid und 2025 in Turin, als die Ukrainer die Bronzemedaille gewannen, teil.
Für die Herren-Nationalmannschaft nahm Borodaj erstmals an der Weltmeisterschaft der Division I 2022 teil. Auch 2023, 2024 und 2025 spielte er in der Division I. Zudem nahm er auch an der Qualifikation für die Olympischen Winterspiele in Mailand 2026 teil.

## Erfolge und Auszeichnungen
- 2018 Topscorer und bester Vorbereiter der ukrainischen U16-Liga
- 2019 Ukrainischer U19-Meister mit dem HK Bilyj Bars Bila Zerkwa
- 2019 Bester Rookie der ukrainischen Eishockeyliga
- 2024 Ukrainischer Meister mit dem HK Sokil Kiew
- 2024 Aufstieg in die Division I, Gruppe A, bei der Weltmeisterschaft der Division I, Gruppe B
- 2025 Bronzemedaille bei den Winter World University Games 2025